# Antonov An-26
Antonov An-26 (tên ký hiệu của NATO: "Curl") là một máy bay vận tải hạng nhẹ hai động cơ phản lực cánh quạt tuốc bin, được phát triển từ Antonov An-24, với những sửa đổi đặc biệt để sử dụng trong quân sự. Lần đầu tiên xuất hiện vào năm 1969 tại Triển lãm hàng không Paris, nó được sửa đổi phần thân phía sau với một thang chất hàng hóa lớn. An-26 cũng được sản xuất tại Trung Quốc mà không có giấy phép bởi hãng Xian Aircraft Factory, phiên bản của Trung Quốc có tên là Y-14, tuy nhiên tên gọi này sau đó thay đổi chuyển cho seri Y-7 và các loại máy bay khác.

## Các phiên bản
- An-26 "Curl-A": Máy bay vận tải chiến thuật hai động cơ.
- Vào năm 1981, An-26B được đưa vào sử dụng. Đặc điểm chính của phiên bản này là trang bị bộ trục lăn có thể chuyển động gấp vào thành cabin khi không được sử dụng. Nó cũng được trang bị với hai động cơ phản lực cánh quạt ZMDB Progress (Ivchyenko) Al-24VT để tăng thêm công suất.
- An-26BRL: Phiên bản nghiên cứu băng.
- An-26L: Phiên bản định kích cỡ sân bay.
- An-26M: Phiên bản tải thương.
- An-26P: Phiên bản trang bị vũ khí.
- An-26RTR "Curl-B": Máy bay tác chiến điện tử, thu thập tình báo trên không.
- An-26ST: Máy bay thực hiện nhiệm vụ đặc biệt cho Không quân Đông Đức.
- Y-7H: Phiên bản vận tải quân sự. Phiên bản sản phẩm của Trung Quốc.
- Y-7-500: Phiên bản vận chuyển hàng hóa dân sự. Phiên bản sản phẩm của Trung Quốc.

## Các quốc gia sử dụng

### Quân sự
Nguồn: Aerospace Source Book 2007
 Afghanistan

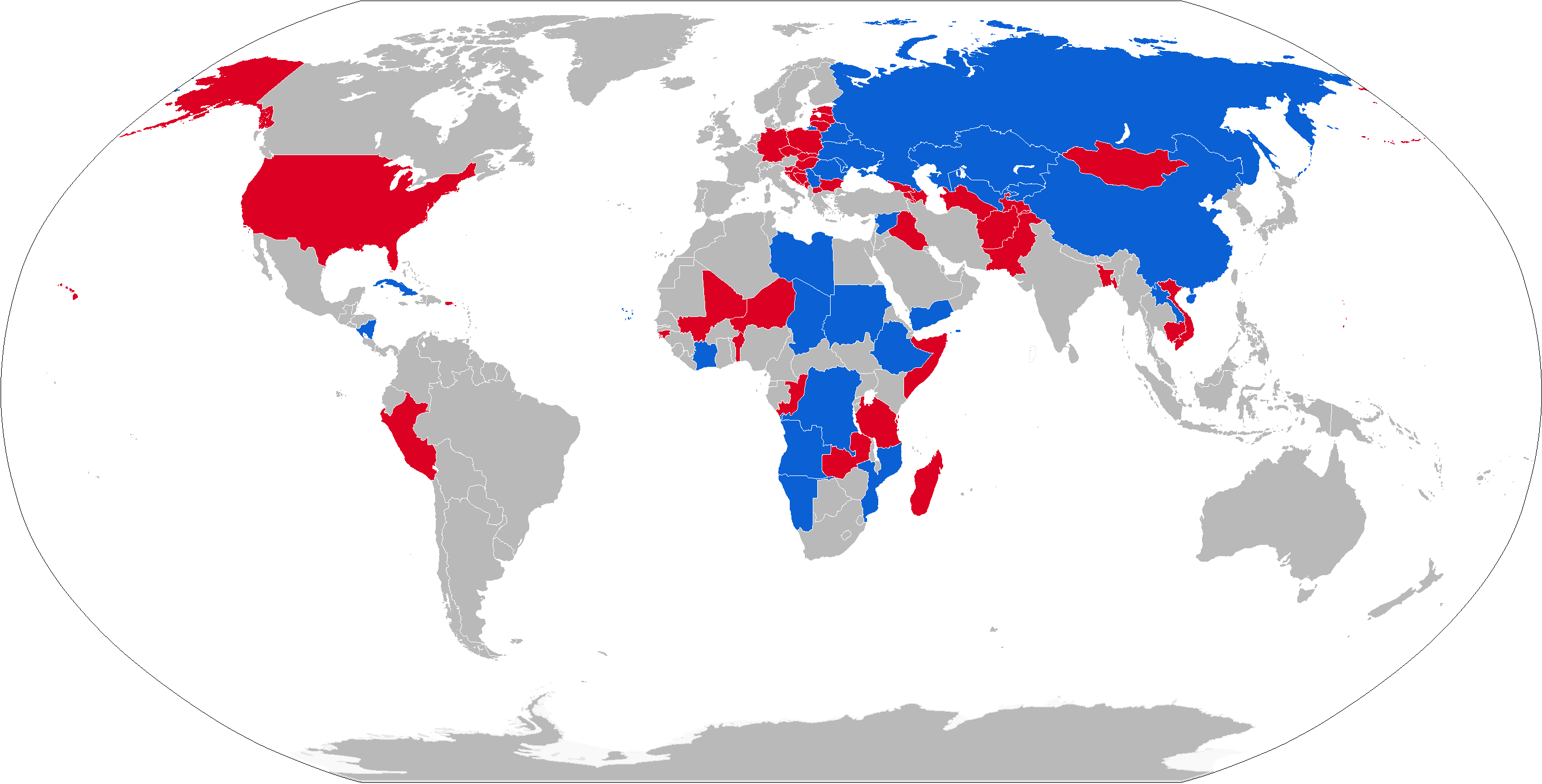
Các quốc gia sử dụng An-26 trong quân đội

- Không quân Afghan - (1975 đến nay) 2 còn hoạt động; có hơn 20+ được cung cấp

 Angola
- Không quân Angola - 12

 Bangladesh
- Không quân Bangladesh - ngừng hoạt động

 Belarus
- Không quân Belarus - 6

 Bénin
- Không quân Bénin

 Bulgaria
- Không quân Bulgaria - 3

 Tchad
- Không quân Chad - 1

 Trung Quốc
- 23 Xian Y-7; 4 Xian Y-7-100; Bao gồm mọi loại máy bay Y-7
  - Không quân Quân giải phóng Nhân dân
  - Hải quân Quân giải phóng Nhân dân

 Cộng hoà Congo
- Không quân Congo - 1

 Cuba
- Không quân Cuba - 17

 Cộng hòa Séc
- Không quân Czech - 4

 Cộng hòa Dân chủ Congo

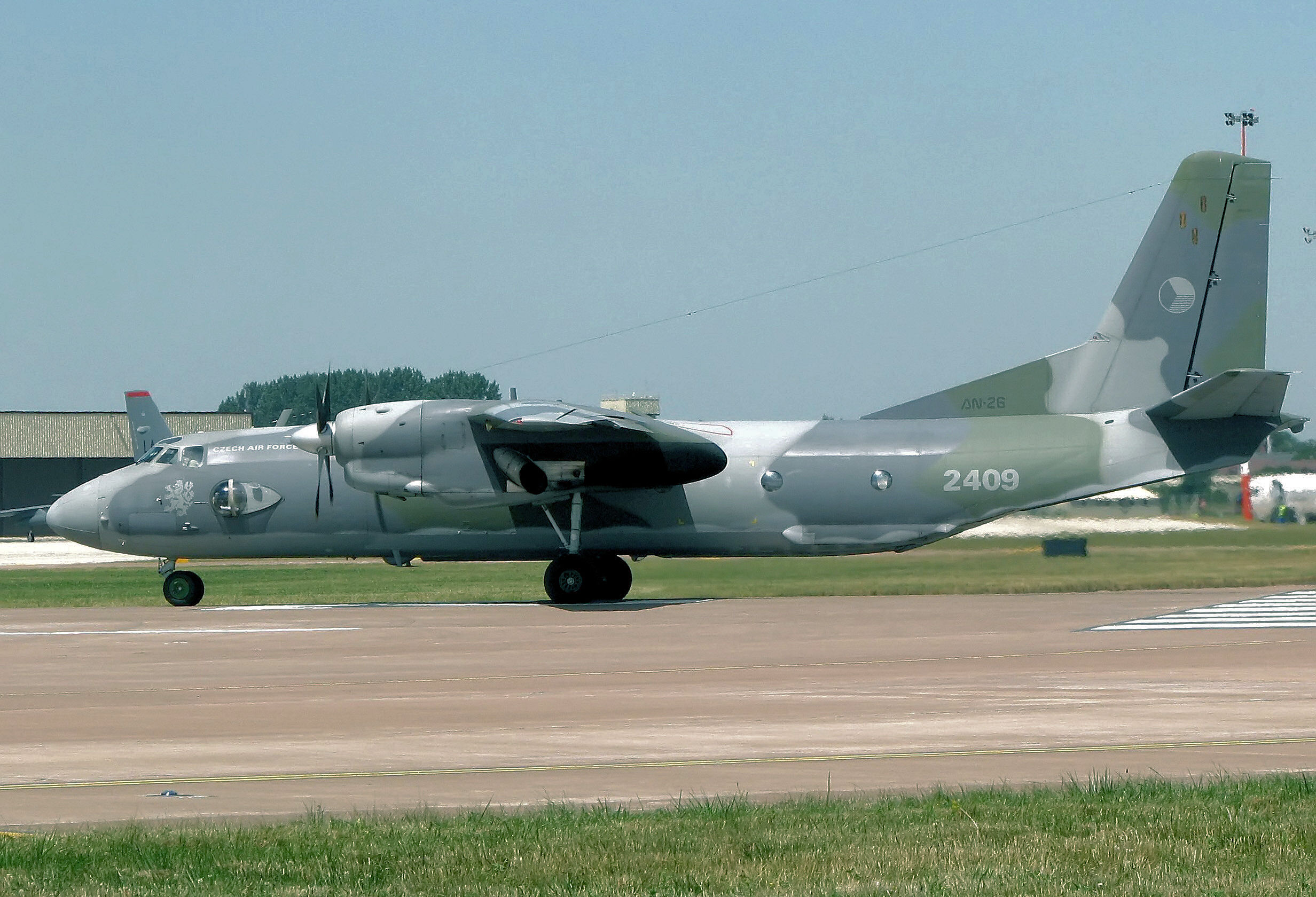
An-26 của Không quân Czech

- Không quân Cộng hòa Dân chủ Congo - 1

 Đông Đức
- Không quân Đông Đức

 Ethiopia
- Không quân Ethiopia - 1

 Đức
- Luftwaffe - ngừng sử dụng

 Guiné-Bissau
- Không quân Guinea-Bissau - ngừng sử dụng

 Hungary
- Không quân Hungary - 4

 Iraq
- Không quân Iraq - ngừng sử dụng

 Kazakhstan
- Không quân Kazakh - 1

 CHDCND Triều Tiên
- Không quân Bắc Triều Tiên

 Lào

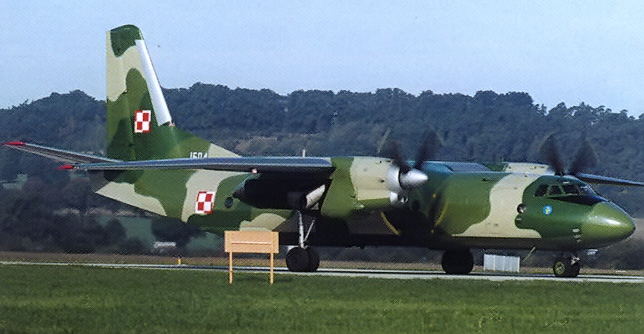
An-26 của Không quân Ba Lan

- Không quân Quân Giải phóng Nhân dân Lào - 3

 Libya
- Không quân Libya - 10

 Litva
- Không quân Litva - 3; 2 chiếc sẽ hoạt động đến năm 2009.

 Madagascar
- Không quân Madagascar - 4

 Mali
- Không quân Mali - 1

 Mông Cổ
- Bộ Tư lệnh Lực lượng Phòng không Mông Cổ - 1

 Mozambique
- Không quân Mozambique - 5

 Nicaragua
- Không quân Nicaragua - 2

 Niger
- Không quân Niger - 1

 Pakistan

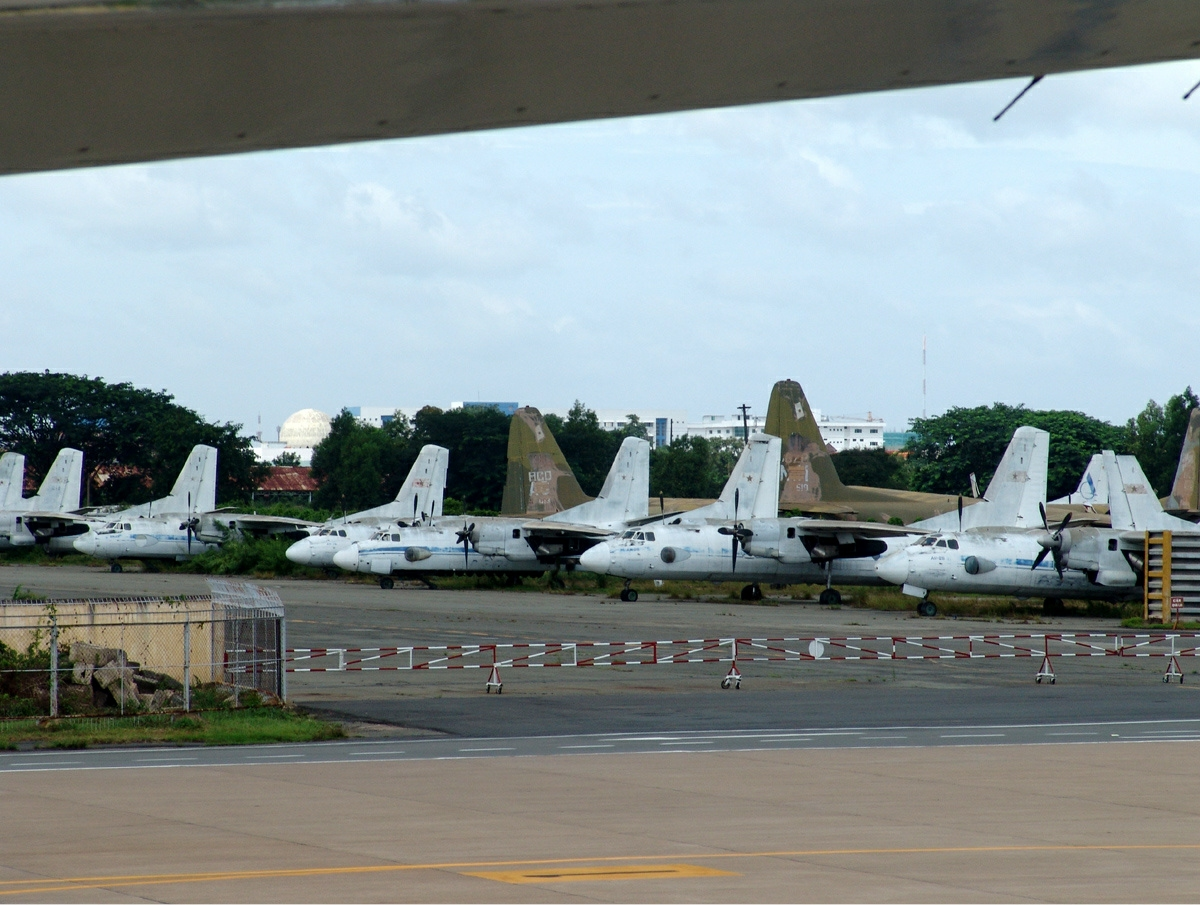
Antonov An-26 Không quân Nhân dân Việt Nam

- Không quân Pakistan - ngừng hoạt động

 Ba Lan
- Không quân Ban Lan - 5 trong tổng số 12

 România
- Không quân Romania - 4;

 Nga
- Không quân Nga - 9 An-26; 21 An-26B

 Serbia
- Không quân Serbia - 6

 Slovakia
- Không quân Slovakia - 1

 Liên Xô
- Không quân Xô viết

 Syria
- Không quân Syria - 5

 Tanzania
- Không quân Tanzanian

 Hoa Kỳ
- Không quân Hoa Kỳ - Phi đội Hoạt động Đặc biệt số 6

 Ukraina
- Hàng không Hải quân Ukraina - 1

 Uzbekistan
- Không quân Uzbek - 13

 Việt Nam
- Không quân Nhân dân Việt Nam -48

 Yemen
- Không quân Yemen - 5

 Zambia

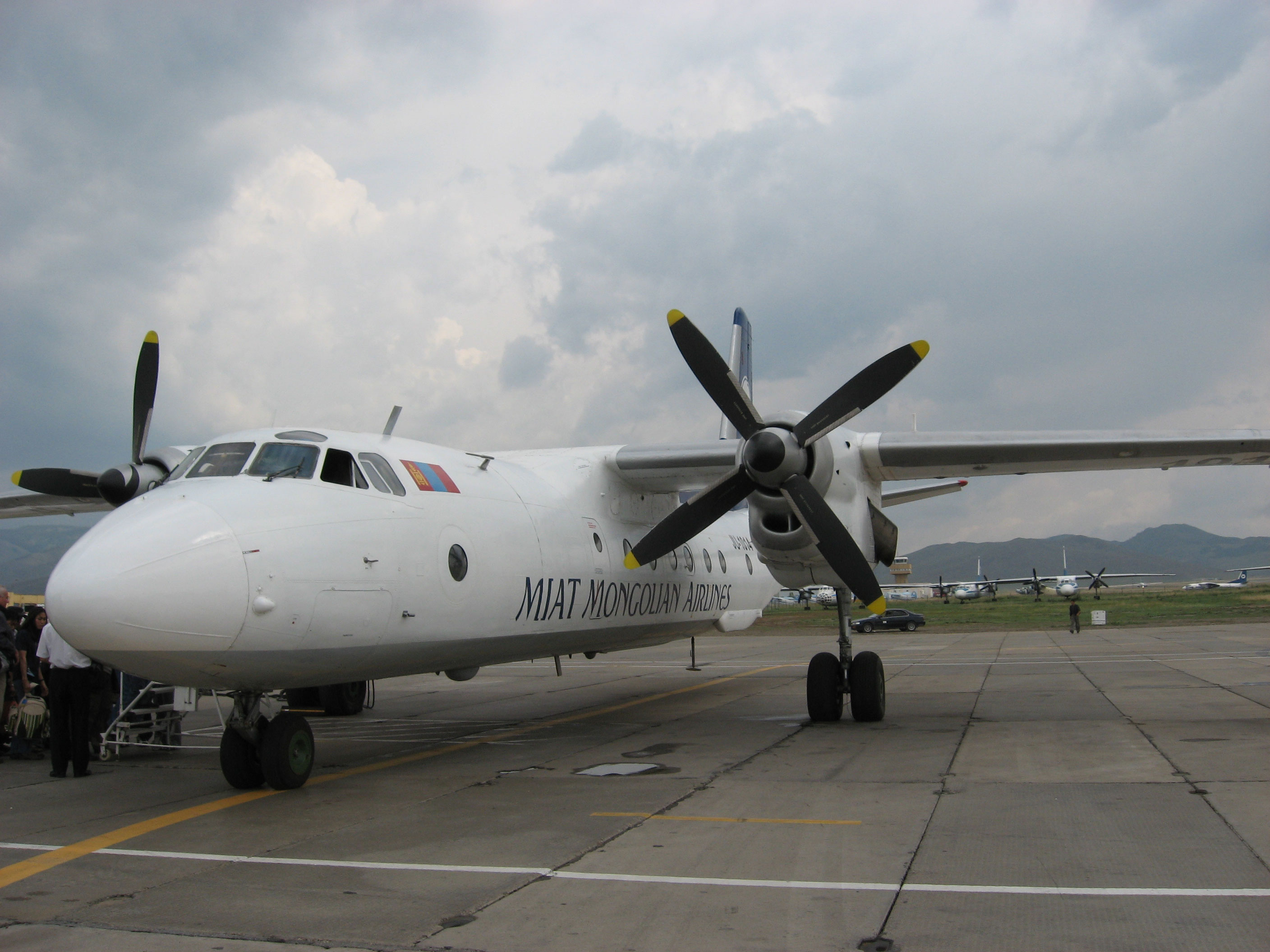
MIAT Antonov An-26, sử dụng trong vận chuyển nội địa, tại Sân bay quốc tế Thành Cát Tư Hãn

- Bộ Tư lệnh Phòng không và Không quân Zambia - 4

### Dân sự
Vào tháng 8 năm 2006, tổng cộng có 267 chiếc Antonov An-26 tiếp tục hoạt động trong các công ty hàng không. Những công ty sử dụng chính bao gồm: Lao Airlines (6), Syrian Arab Airlines (6), Aerocom (5), ARP 410 Airlines (5), Air Urga (10), Exin (9), RAF-Avia (5), Turkmenistan Airlines (5), Iraero (7), Scorpion Air (6), Yakutia Airlines (5) và Aerogaviota (18). 106 công ty hàng không khác cũng sử dụng một số lượng nhỏ loại máy bay này.

## Các tai nạn đáng chú ý
- Tai nạn máy bay Balad 2007
- Tai nạn tại Kinshasa, cộng hòa dân chủ Congo năm 2007. Ngày 4 tháng 10 năm 2007 một chiếc An-26 của hãng Africa One đã gặp tai nạn tại Kinshasa gần Kimbaseke sau khi cất cánh. 25 người trong số 27 người trên máy bay thiệt mạng, và con số thiệt mạng tiếp tục tăng do máy bay đâm vào một khu nhà ổ chuột.
- Ngày 8 tháng 4 năm 2008, một chiếc AN-26 quân sự của Việt Nam đã rơi xuống một cánh đồng lúa tại xã Tả Thanh Oai, Thanh Trì, Hà Nội khiến toàn bộ phi hành đoàn 5 người thiệt mạng. Nguyên nhân có thể do máy bay đã bị chết động cơ khi đang bay.[3]

## Thông số kỹ thuật (An-26)

### Đặc điểm riêng
- Phi đoàn: 4 (2 phi công, 1 phi công trực radar/kỹ sư, 1 người dẫn đường)
- Sức chứa: 40 hành khách
- Trọng tải: 5.500 kg (12.000 lb)
- Chiều dài: 23.8 m (78 ft 1 in)
- Sải cánh: 29.2 m (95 ft 9½ in)
- Chiều cao: 8.32 m (27 ft 3½ in)
- Diện tích cánh: 74.98 m² (ft²)
- Trọng lượng rỗng: 15.020 kg (33.110 lb)
- Trọng lượng cất cánh: 19.520 kg (43.010 lb)
- Trọng lượng cất cánh tối đa: 24.000 kg (53.000 lb)
- Động cơ: 2× động cơ phản lực cánh quạt Progress AI-24VT 2075 kW và 1× động cơ phản lực RU-19-300 8.8 kW

### Hiệu suất bay
- Vận tốc cực đại: 540 km/h (336 mph)
- Vận tốc hành trình: 440 km/h (240 knots, 275 mph)
- Tầm bay:
  - Nhiên liệu tối đa: 2.550 km
  - Tải tối đa: 900 đến 1100 km
- Trần bay: 7500 m (17.000 ft)
- Vận tốc lên cao: 8.0 m/s (1575 ft/min)
- Lực nâng của cánh: n/a
- Lực đẩy/trọng lượng: n/a

### Máy bay có cùng sự phát triển
- Antonov An-24
- Antonov An-30

### Máy bay có tính năng tương đương
- Alenia G.222
- An-24

### Trình tự thiết kế
An-14 - An-22 - An-24 - An-26 - An-28 - An-30 - An-32